# Ferdinand Schiller (filozof)
F. C. S. (Ferdinand Canning Scott) Schiller (* 16. srpna 1864, Altona, Dánsko – 9. srpna 1937, Los Angeles, Kalifornia, USA) byl anglo-americký filozof, hlavní představitel pragmatismu v Anglii.

## Život
Schiller strávil mnoho let v USA, kde přednášel, vydával své práce a zemřel v roce 1937.

## Názory
Ferdinand Schiller došel k pragmatismu až po jistém vývoje. Ve své první knize Hádanky sfingy (anglicky Riddles of the Sphinx) zastává ještě stanovisko objektivního idealismu, v němž se proplétají novohegelovské myšlenky, Spencerův evolucionismus a nietzschovství. Na konci 19. století se přiblížil k pragmatismu Jamesovu. Schiller, stejně jako John Dewey, tvrdil, že celý lidský život se skládá z řady situací. Člověk, který se octne v té či oné životní situaci, snaží se najít z ní co nejpříznivější východisko; vytyčuje si jakýsi určitý, ale vždy ojedinělý cíl a snaží se uskutečnit jej těmi prostředky a „nástroji“ („instrumenty“), které mohou být v daný okamžik nejvhodnější. Podobně jako Dewey, Schiller tvrdí, že člověk začíná myslit teprve tehdy, když se dostává do obtížné situace, když jeho zvyky nemohou řídit dále jeho činy. Tady nastává v jeho činnosti přestávka, musí se zastavit, promyslit situaci, učinit rozhodnutí a jednat dále.
Nutným předpokladem každého aktu myšlení je, aby se „situace“ zdála problematickou [...], myslíme jen tehdy, jsme-li v nesnázích a nemůžeme-li přijít na nic lepšího.
F. C. S. Schiller, Logic for Use, New York 1930, str. 87 
V Anglii zůstal Ferdinand Schiller téměř po čtyřicet let hlavním a téměř jediným obhájcem pragmatismu v jeho voluntaristické podobě, kterou nazval humanismem. Svým ideově teoretickým obsahem se Schillerův „humanismus“ ničím neliší od Jamesova a Deweyova pragmatismu. Zabýval se také eugenikou a předkládal svůj program na „ozdravění lidstva“.

## Dílo
- Riddles of the Sphinx (1891), 1910 prepracované vydanie
- Axioms as Postulates (1902), zverejnené v zbierke: Personal Idealism
- Humanism (1903), 2. vydanie 1912
- Studies in Humanism (1907)
- Plato or Protagoras? (1908)
- Formal Logic (1912)
- Problems of Belief (1924, 2. vydanie)
- Logic for Use (1929)
- Our Human Truths (1939), posmrtne